# Giovanni Belli
Giovanni Belli (Stradella, 12 ottobre 1812 – Calasca, 26 gennaio 1904) è stato un ingegnere e politico italiano.

## Biografia
Nipote del fisico Giuseppe Belli, nacque in provincia di Pavia in una famiglia benestante originaria di Calasca.
Studiò al collegio Longoni di Milano e, dopo la laurea in ingegneria conseguita all'università di Milano, progettò insieme all'ingegnere Gian Domenico Protasi di Piedimulera la strada carrozzabile della Valle Anzasca, iniziata nel 1846.
Nel 1841 fu maggiore della Milizia Tradizionale di Calasca.
Mazziniano negli anni dell'adolescenza aderisce al liberalismo dopo i moti del 1848, cui prende parte con una spedizione da Pavia a Milano in occasione delle cinque giornate.

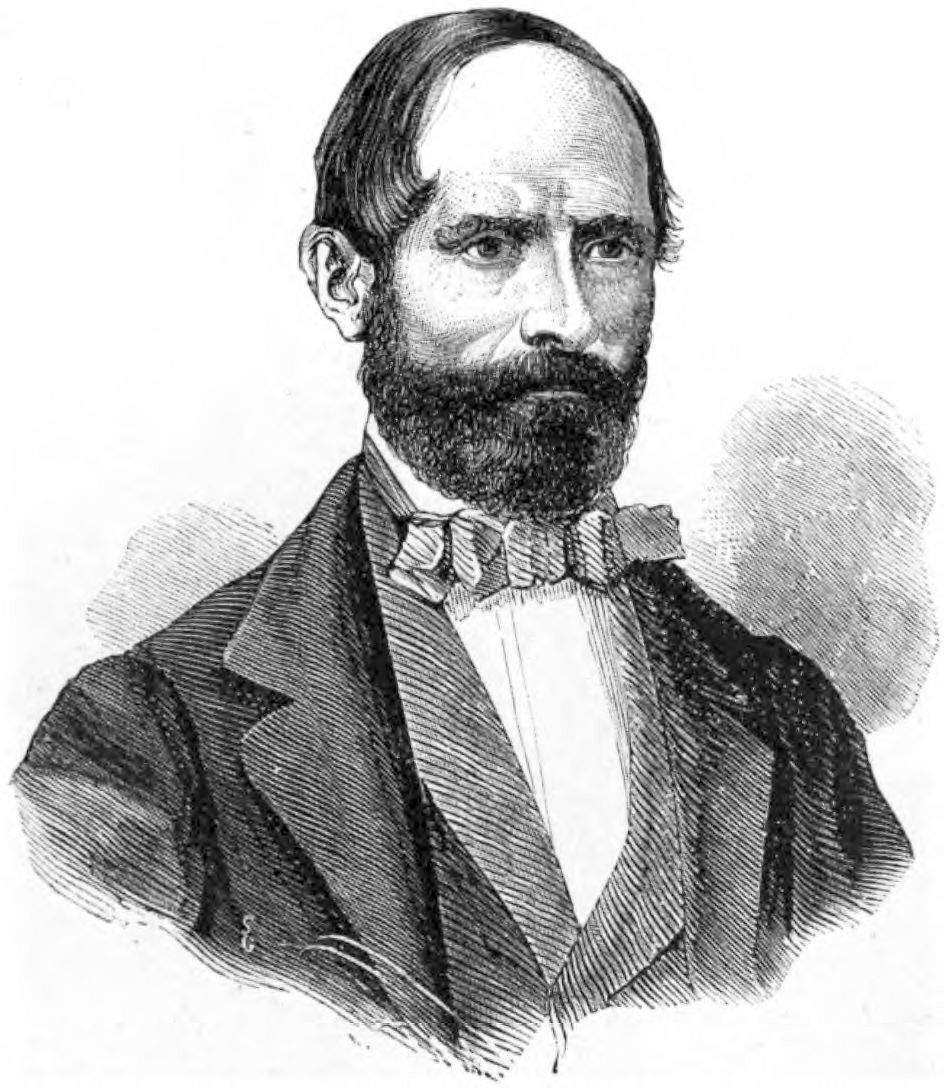
Ritratto di Giovanni Belli (1861)

Alle elezioni del gennaio 1849 si candidò nel collegio di Domodossola I, ma fu sconfitto da Giovanni Bianchetti. Riuscì invece ad entrare nel Parlamento subalpino nelle elezioni suppletive del dicembre 1852. Al parlamento fu all'opposizione di Cavour, fino a quando decise di appoggiare la guerra di Crimea. Di nuovo sconfitto da Bianchetti nelle elezioni per la V legislatura (dicembre 1853), ritornò sui banchi della Camera dei Deputati con le elezioni suppletive dell'aprile 1858, venendo riconfermato anche nel marzo 1860. Alle prime elezioni del Regno d'Italia del 1861 fu sconfitto dall'avvocato Pietro Boschi, il quale però optò per il collegio di Mortara; cosicché, nelle successive elezioni suppletive (aprile 1861), Giovanni Belli riuscì ed essere eletto per la quarta legislatura.
Nel 1859 eliminò l'imposta di pedaggio al ponte della Masone a Vogogna.
Grande promotore dell'unità d'Italia, fu tra i finanziatori delle spedizioni di Giuseppe Garibaldi. Dopo la breccia di Porta Pia, finanziò la costruzione a Torino del monumento celebrativo di Roma capitale, su cui è inciso anche il nome della città di Calasca.
Fu più volte eletto sindaco del Comune di Calasca, a cui lasciò in eredità il proprio palazzo con il parco, l'Alpe Pedriola, il palazzo di Antrona Schieranco, numerosi altri beni e 100.000 lire in contanti per l'istituzione di un'opera pia di beneficenza per lo sviluppo di viabilità, istruzione ed igiene.
Morì all'età di 91 anni a Calasca, dove fu tumulato nel cimitero cittadino, nel cui ingresso (davanti all'ossario) è posta una lapide in ricordo della sua munificenza.

## Onorificenze e premi
1. Croce in oro e smalto di Cav. Uff. Mauriziano
2. Medaglia di deputato alla 4 legislatura Parlamento Subalpino
3. Medaglia della 6 legislatura
4. Medaglia della 7 legislatura
5. Medaglia della 8 legislatura
6. Medaglia in metallo bianco della Società Operaia di Stradella
7. Medaglia d'oro della Società Operaia du Stradella
8. Medaglia in metallo bianco dell'Esposizione Industriale Internazionale di Londra, 1851
9. Medaglia in metallo bianco, quale Rappresentante Nazionale, con ritratto di Carlo Alberto, 1852
10. Medaglia in bronzo del Club Alpino Italiano
11. Medaglia in metallo bianco del Club Alpino Italiano
12. Medaglia in metallo bianco, Caduti Montebello, 1859
13. Medaglia in metallo bianco dell'Esposizione Italiana di Firenze, 1861
14. Medaglia in metallo bianco dell'Esposizione Universale di Parigi, 1867
15. Medaglia in bronzo con Vittorio Emanuele Il fra due Geni, 1871
16. Medaglia in metallo bianco dell'Esposizione Nazionale Svizzera di Zurich, 1883
17. Medaglia in metallo bianco dell'Esposizione di Torino, 1884
18. Medaglia in bronzo del Club Alpino Italiano, Torino, 1885
19. Medaglia in metallo bianco dell'Esposizione Emiliana, Bologna, 1888
20. Medaglia in metallo bianco della Società Reduci delle patrie battaglie
21. Medaglia in bronzo con Vittorio Emanuele Il per Arti e Industrie Italiane
22. Medaglia in bronzo, Antonio De Kramer
23. Medaglia in bronzo, Giov. Pietro Frank e figlio Giuseppe
24. Medaglia in bronzo, Galileo Galilei